# Elwood (Indiana)
Pour les articles homonymes, voir Elwood.
Elwood est une municipalité américaine située dans le comté de Madison en Indiana.

## Géographie
La municipalité s'étend sur 3,77 milles carrés (9,76 km2). Une petite partie d'Elwood, ne comprenant que 6 habitants, se trouve dans le comté de Tipton.

## Histoire

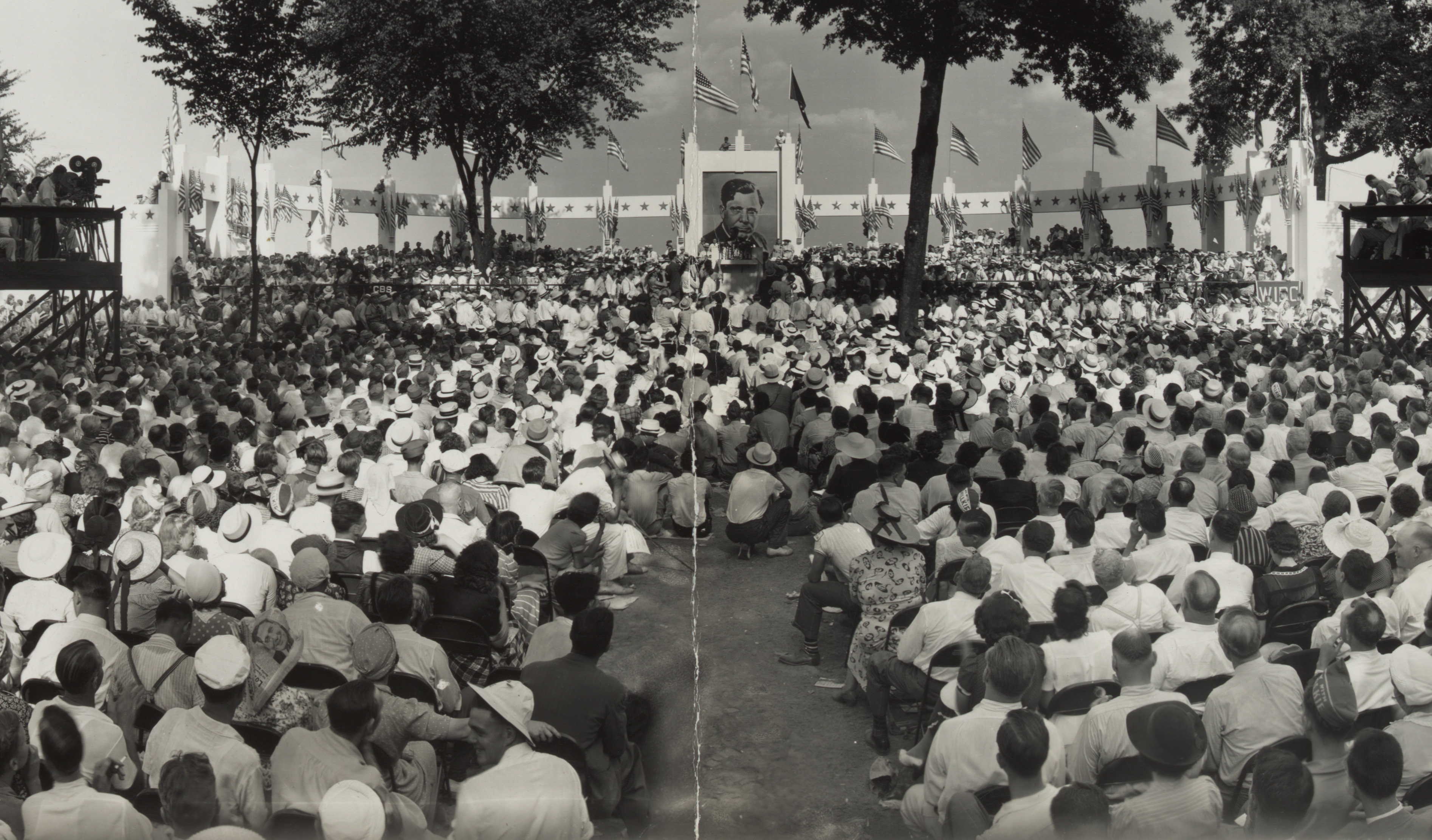
La cérémonie d'investiture de Willkie en 1940.

La localité se développe dans le Pipe Creek Township (en) lors de l'installation d'un magasin par William Barton en 1852, sur la rive de la Duck Creek,. Elle porte un temps le nom de Duck Creek, en référence à la rivière. La ville actuelle est fondée en 1853 par James Anderson, J. B. Frazier et Mark Simmons sous le nom de Quincy,. Elle poursuit son développement grâce à l'arrivée du chemin de fer à la fin des années 1850. Elle change de nom en 1869, pour éviter toute confusion avec Quincy (en) dans le comté d'Owen. Son nom serait celui d'un enfant de J. B. Frazier,. Elwood devient une municipalité en 1872 (avec le statut de town).
En 1887, des réserves de gaz naturel sont découvertes à proximité d'Elwood. La ville connaît alors un essor économique important, attirant notamment plusieurs verreries en raison du faible coût de l'énergie. Sa population est multipliée par sept en moins de 15 ans. Elle acquiert le statut de city en 1891,. Le boom gazier prend fin en 1903 avec l'épuisement des réserves d'hydrocarbures. L'économie locale se tourne alors vers la production de tomates, dont Elwood devient une « capitale mondiale » dans les années 1920 à 1940.
Le 17 août 1940, c'est à Elwood que Wendell Willkie — natif de la ville — accepte l'investiture républicaine pour l'élection présidentielle américaine de 1940,. Près de 300 000 personnes assistent à l'événement.

## Démographie
Lors du recensement de 2010, la population d'Elwood est de 8 608 habitants. Elle est estimée à 8 403 habitants au 1er juillet 2018.
Elwood est une ville presque exclusivement blanche. Cela s'explique notamment par son ancien statut de « sundown town », interdisant l'arrivée de familles afro-américaines avec des pancartes les prévenant de quitter la ville avant le coucher du soleil,.
| Groupe          | Elwood (2017) | Indiana (2018) | États-Unis (2018) |
| --------------- | ------------- | -------------- | ----------------- |
| Blancs          | 98,2          | 85,1           | 76,5              |
| Afro-Américains | 0,3           | 9,8            | 13,4              |
| Amérindiens     | 0,1           | 0,4            | 1,3               |
| Asiatiques      | 0,2           | 2,5            | 5,9               |
| Océaniens       | 0,0           | 0,1            | 0,2               |
| Métis           | 0,9           | 2,1            | 2,7               |
|                 |               |                |                   |
| Hispaniques     | 3,5           | 7,1            | 18,3              |

Le revenu par habitant était en moyenne de 21 425 dollars par an entre 2013 et 2017, inférieur à la moyenne de l'Indiana (27 305 dollars) et à la moyenne nationale (31 177 dollars). Sur cette même période, 22,5 % des habitants d'Elwood vivaient sous le seuil de pauvreté (contre 13,5 % dans l'État et 11,8 % à l'échelle des États-Unis).

## Politique et administration
Le conseil municipal d'Elwood (en anglais : common council) est composé de sept membres : cinq élus dans des districts et deux élus à l'échelle de la ville. Le maire et le clerc-trésorier sont élus directement par les électeurs.
Elwood est considérée comme un bastion du Parti démocrate. Lors de l'élection présidentielle de 2008, la ville vote largement pour Barack Obama. Elle soutient cependant Donald Trump en 2016.
| Période | Période  | Identité          | Étiquette   | Qualité |
| ------- | -------- | ----------------- | ----------- | ------- |
| 1891    | 1898     | William DeHority  | Démocrate   |         |
| 1898    | 1902     | Francis M. Harbit | Réformiste  |         |
| 1902    | 1904     | William C. Smith  | Démocrate   |         |
| 1904    | 1908     | John W. Call      | Républicain |         |
| 1908    | 1910     | O.A. Armfield     | Républicain |         |
| 1910    | 1914     | Austin Brumbaugh  | Démocrate   |         |
| 1914    | 1918     | Francis M. Harbit | Réformiste  |         |
| 1918    | 1922     | John G. Lewis     | Socialiste  |         |
| 1922    | 1929     | W.A. Faust        | Démocrate   |         |
| 1929    | 1930     | Charles Foster    | Démocrate   |         |
| 1930    | 1935     | George Bonham     | Républicain |         |
| 1935    | 1939     | Orla A. Wann      | Démocrate   |         |
| 1939    | 1943     | George Bonham     | Républicain |         |
| 1943    | 1952     | Elmer Tunis       | Démocrate   |         |
| 1952    | 1956     | Elmo Gustin       | Républicain |         |
| 1956    | 1961     | Robert Fortson    | Démocrate   |         |
| 1961    | 1968     | Luther Stockdale  | Démocrate   |         |
| 1968    | 1976     | Eugene Smith      | Républicain |         |
| 1976    | 1980     | Lynn Chase        | Démocrate   |         |
| 1980    | 1984     | Webb Morris       | Démocrate   |         |
| 1984    | 1988     | Phil Orbaugh      | Républicain |         |
| 1988    | 1992     | Blair Englehart   | Démocrate   |         |
| 1992    | 1995     | Denny Robinson    | Démocrate   |         |
| 1995    | 2000     | Jerry D. Werline  | Démocrate   |         |
| 2000    | 2004     | Philip K. Metzger | Républicain |         |
| 2004    | 2012     | W. Merrill Taylor | Démocrate   |         |
| 2012    | 2015     | Ron Arnold        | Républicain |         |
| 2015    | 2016     | Don Tucker        | Républicain |         |
| 2016    | En cours | Todd Jones        | Démocrate   |         |

## Patrimoine
Le centre-ville historique d'Elwood est classé au Registre national des lieux historiques depuis 2002. Il regroupe de nombreux bâtiments construits entre 1887 et 1952 dans divers styles architecturaux. Les premiers édifices construits entre 1887 et 1895 sont de style italianisant. Les principaux bâtiments sont des exemples de différentes architectures néo-traditionnelles :
- l'opéra, construit en 1887 sous la direction de Gustav Kramer[14] ;
- l'église catholique Saint-Joseph, construite par les frères Medland en 1899 dans un style néo-roman[15] ;
- l'église méthodiste unie, édifiée en 1899 dans un style néogothique[16] ;
- la bibliothèque Carnegie, construite en 1901 dans un style néoclassique[17] ;
- l'hôtel de ville, achevé en 1899 par le cabinet J. F Alexander et Fils[17] ;
- l'agence postale, construite en 1911 d'après les plans néoclassiques de James Knox Taylor[16].